# Quercus similis
Quercus similis Ashe – gatunek rośliny z rodziny bukowatych (Fagaceae Dumort.). Występuje naturalnie w południowych i południowo-wschodnich Stanach Zjednoczonych – w Oklahomie, Teksasie, Alabamie, Arkansas, Georgii, Luizjanie, Missisipi oraz Karolinie Południowej.

## Morfologia
PokrójZrzucające liście drzewo dorastające do 25 m wysokości. Kora ma brązową barwę i jest spękana.
LiścieBlaszka liściowa ma odwrotnie jajowaty kształt. Mierzy 7,5–12 cm długości oraz 5–6,5 cm szerokości, jest z podwójnie lub potrójnie klapowany na brzegu, ma nasadę od zaokrąglonej do ostrokątnej i zaokrąglony lub ostry wierzchołek. Ogonek liściowy jest nagi i ma 3–10 mm długości.
OwoceOrzechy zwane żołędziami o kształcie od jajowatego do podługowatego, dorastają do 12–16 mm długości i 8–12 mm średnicy. Osadzone są pojedynczo w miseczkach w kształcie kubka, które mierzą 6–7 mm długości i 10–13 mm średnicy.

## Biologia i ekologia
Rośnie w wilgotnych lasach oraz na brzegach rzek, na terenach nizinnych.